# Caitara
Caitara (Kaitara) ist eine osttimoresische Aldeia im Suco Fatubessi (Verwaltungsamt Maubisse, Gemeinde Ainaro). 2015 lebten in der Aldeia 78 Menschen.

## Geographie
Caitara liegt im Nordwesten des Sucos Fatubessi. Südlich befindet sich die Aldeia Titibauria und östlich die Aldeia Hohulo. Im Westen und Norden grenzt Caitara an das Verwaltungsamt Aileu (Gemeinde Aileu) mit seinem Suco Lequitura. Die Nordgrenze bildet der Fluss Oharlefa, der zum System des Nördlichen Laclós gehört.
Den Westen der Aldeia durchquert eine Straße, an der das Dorf Caitara. Am Ufer des Oharlefa liegen verstreut einige Häuser.